# ریکاردو اورسولینی
ریکاردو اورسولینی (ایتالیایی: Riccardo Orsolini؛ زادهٔ ۲۴ ژانویهٔ ۱۹۹۷) بازیکن فوتبال اهل ایتالیا است.
از باشگاه‌هایی که در آن بازی کرده‌است می‌توان به آسکولی، یوونتوس، آتالانتا و بولونیا اشاره کرد.